# European Journal of Organic Chemistry
European Journal of Organic Chemistry (abreviado como Eur. J. Org. Chem.)  es una revista científica revisada por pares que publica artículos sobre química orgánica. La revista pertenece a la 'Editorial Union of Chemical Societies (EUChemSoc), una organización que agrupa a 14 sociedades europeas de química pertenecientes a diversos países.
De acuerdo con elJournal Citation Reports, el factor de impacto de esta revista era 3,065 en 2014. El editor es Max Malacria (Universidad Pierre y Marie Curie, France). La editora actual (2022) es Anne Nijs.

## Historia
La creación de la revista se produjo por la fusión de varias revistas europeas de química pertenecientes a diferentes sociedades científicas nacionales:
- Acta Chimica Hungarica, Models in Chemistry
- Anales de Química
- Bulletin des Sociétés Chimiques Belges
- Bulletin de la Société Chimique de France
- Chimika Chronika
- Gazzetta Chimica Italiana
- Liebigs Annalen
- Recueil des Travaux Chimiques des Pays-Bas
- Revista Portuguesa de Química